# 이건산업
이건산업(EAGON INDUSTRIAL CO., LTD.)은 대한민국의 건설용 합판, 테고 합판 생산 및 건자재 유통하는 기업이다.

## 주요산업
1. 조림 사업
2. 합판, 보드류 생산
3. 목조주택자재 유통
4. 목재바닥재 생산, 시공

## 이건마루

### 원자재
바닥재는 집에서 신체와 접촉하는 시간이 가장 많은 마감재이기 때문에 원자재를 살펴야 한다. 솔로몬 조림지에서 30년 넘게 직접 키운 나무부터 제조, 생산까지 직접 관하는 “이건마루”는 책임 있는 품질관리로 탄생한 친환경 자재로 유해물질, 새집증후군, 아토피 걱정을 덜고 안심하고 생활할 수 있는 공간에 도움을 줄 수 있다.
이건마루의 제품들은 친환경 건축 자재 인증 HB마크 최우수 등급, 환경표지인증 획득, 포름 알데히드 방출량 최저 등급 Super E0를 획득한 바 있다.
또한 이건마루의 제품 제나는 국내 최초의 KS천연 마루로 국내 마루의 기술표준을 제정한 최초의 온돌마루이다.

### 디자인
다양한 수종과 색상의 마루 디자인으로 자연의 느낌을 그대로 살릴 수 있다. 또한 국내 유일 패턴마루 전용 생산 설비 시설을 갖추고 있어 헤링본, 쉐브론 한국 전통 정마루 등의 다양한 시공 패턴을 제공한다. 특히 고급 원목에 자연 그대로의 촉감을 구현한 카라는 고급스럽고 차별화된 분위기를 연출할 수 있다.
또한 거실, 주방, 복도 등 주요 공간 특징 분석으로 공간이 가장 조화로울 수 있는 비율로 제품 디자인, 자체 개발한 특수 공법으로 제품 패키지가 아닌 마루 제품 자체로 ‘굿디자인 어워드’ 산업통상자원부 장관상을 수상한 바 있다.
이건마루의 제품은 특유의 내구성과 디자인으로 인천공항 제2터미널 공사 시에도 시공되었다.

### 사후관리
이건마루는 조림, 합판, 생산, 전문 가공, 디자인, 사후 관리까지 20년 이상 체계적인 시스템을 보유해 명품 마루 품격에 걸맞는 서비스를 제공하고 있다.

### 제품군
제품은 강마루 천연마루 원목마루로 나누어진다.
- 강마루

강마루는 들뜸이나 간격이 벌어지지 않고 열전도율도 좋으며 내구성이 강하다. 그래서 일반 가정에서 가장 많이 사용되는 종류이다.
이건마루의 제품에서는 Sera 라인이 강마루 제품군이다.
- 천연마루

이건마루의 천연마루는 고급 무늬목을 사용하여 결이 한층 더 풍부하고 내구성또한 강화되었다. 천연마루는 나무의 질감과 실용성을 한 번에 가져가기 좋은 소재이다. 이건마루의 제품에서는 Gena라인이 천연마루제품군이다.
- 원목마루

원목마루는 원목 그대로의 자연스러운 색상과 질감을 느낄수 있는 제품군이다. 대부부분 호텔이나 고급빌라 백화점에 사용되며 이건마루의 CARA라인이 원목마루 제품군이라 볼 수 있다.

## 사회공헌 활동
목재를 전문적으로 취급하는 기업이다 보니, 조림지가 있는 지역과 긴밀한 관계인 경우가 많다.

### 솔로몬 제도
소비자가 이건마루를 구매하면 이건마루가 뉴조지아에 위치한 솔로몬 섬에 10그루의 나무를 심는다. 1983년 4월 이건은 솔로몬제도에 이건자원개발법인을 설립하고, 1987년 9월 솔로몬제도는 이건에게 단독개발권을 준다. 이건은 이때부터 산림자원개발을 본격적으로 시작하는데 ‘이건태평양조림법인’을 설립한 이후, 1996년 뉴조지아섬에서 여의도의 90배에 달하는 8천만 평의 대규모 조림을 시작한다. 그 후, 솔로몬제도 정부가 심은 조림목을 가공 및 생산해 유럽, 일본 및 세계 전역에 수출하고 있다. 또한 1989년에 설립된 이건 재단은 현지에 장학 사업, 무료 의료 사업, 농업 및 임업 기술 전수 사업 등을 펼쳤다. 2018년부터는 국내 최초로 해외 조림지에서 직접 키우고 가공한 베니어를 국내로 들여오기도 한다.

### 칠레
이건은 칠레 현지법인 ‘이건 라우따로 주식회사(Forestal Lautaro S.A)’를 1993년에 설립했다. 그 이후 칠레 현지 문화를 존중함과 동시에 다양한 CSR(Corporate Social Responsibility : 기업의 사회적 책임) 활동을 해왔다. 특히 현지 선주민들을 적극적으로 채용하고, 재무, 회계, 공무 책임자 등의 고위 간부도 선주민 출신으로 차별 없는 정책을 펼치고 있다. 이러한 노력을 인정받아 2001년 칠레정부 최고훈장을 수여 받았고 2013년 칠레 목재협회(CORMA)로부터 최초로 ‘칠레 목재산업 발전 및 지역사회 발전에 기여한 최고의 회사’로 선정되는 등 지역사회를 대표하는 우수기업으로 자리잡았다.
또한 1997년부터 칠레의 라우따로시 출신 대학생에게 장학금을 지원하고 지역 사회의 우수 인력 양성에 큰 도움을 주고 있다.
2004년 열린 칠레 산티아고 APEC회의에서는 문화, 경제, 과학 분야에서 점진적으로 협력하기 위한 협회를 창립하고 이건 산업의 박영주 회장은 초대회장으로 취임하여, 현재까지 양국의 우호 증진과 경제 협력을 위해 노력하고 있다.

### 한국
한국에서의 CSR을 포함하여 해외 CSR 활동이 인정받아 대한민국 사랑받는 기업에 선정되어 산업통상자원부 장관상을 수상받게 되었다.

## 트리비아
학명에 ‘이건’이 들어간 나비가 존재한다. 풀 네임은 ‘듀도릭스 이건’이고 이는 동식물 학명에 기업 이름을 명명한 최초의 사례이다. 이 나비는 1997년 초이셀섬의 이건산업 조림지에서 발견되었는데 당시 나비를 발견한 영국인 나비 학자 존 태넌(W. John Tennent)은 이건산업이 했던 곤충연구 지원에 감사를 표하며 ‘이건’이라는 이름을 붙였다고 한다.
솔로몬 군도에서 진행했던 교육 지원 활동, 장학금 사업, 의료활동 등의 CSR도 그 이유 중 하나라고 볼 수 있다.

## 연혁
2018
이건 라우따로 주식회사(Eagon Lautaro S.A), ‘대한민국 사랑받는기업 정부포상’ 글로벌 CSR부문 산업통상자원부 장관상 수상
2018
솔로몬법인 생산 베니어, 건축자재용 원자재로서 국내 첫 반입
2018
인천공항 제2터미널 마띠에 WPCi 수주
2017
‘천연강마루’ 굿디자인 산업통상부 장관상 수상
2017
국내산 원목마루 ‘카라(CARA)’ 출시
2017
강마루 3종 출시 / 세라 블랜딩(SERA Blending), 세라 플렉스(Flex), 세라 스마트 케어(Smart Care)
2017
제나 헤링본 (GENA Herringbone) 출시
2017
원목마루 ‘카라 텍스처 쉐브론(CARA Texture Chevron)’ 출시
2017
본사 직영전시장 ‘이건하우스’ 정식 오픈
2016
원목마루 ‘카라 쉐브론 (CARA Chevron)’ 출시
2016
벽장재 ‘이건 인테리어 합판’ 출시
2016
강마루 ‘세라 헤링본(SERA Herringbone)’ 출시
2016
천연마루 ‘제나 텍스처 오일(GENA Texture)’ 출시
2015
강마루 ‘세라 마블(SERA Marble)’ 출시
2014
천연마루 ‘마띠에 헤링본(MATIE Herringbone)’ 출시
2014
자연질감의 강마루 '세라(SERA)' 2종 신제품 출시
2011
나무 무늬결을 살린 천연마루제품 '제나텍스쳐' 출시
2011
국제산림협의회(FSC) 가공유통(CoC) 인증 획득
2010
국제산림협의회(FSC) 산림경영(FM) 인증 획득
2010
산림청 녹색사업단과 ‘해외조림지 임분생장 공동연구 MOU’ 체결
2009
솔로몬 베니아 공장 준공
2008
건강주택 대상 친환경자재 부문 수상
2008
이건산업㈜과 ㈜이건리빙 합병
2007
이건 건자재 물류센터 준공
2004
국산재 사용 합판 국내 최초 생산
2004
솔로몬 원자재 본격적 공급 개시
2004
한국경영자총협회 보람의 일터 수상
2004
인천 도화동 사옥 신축
2003
친환경 선언
2003
인천 건자재 물류센터 개소
2002
이건에너지사업부문 독립, ㈜이건리빙 설립
2001
박영주 회장 칠레 베르나르도오히긴스훈장 수훈
2001
박영주 회장 금탑산업훈장 수훈
2000
이건에너지 일본시장(Yashima)에 수출 시작
2000
한국목재공학 기술상 수상
1999
인천국제공항 이건창호, 이건에너지 시공 계약 체결
1998
이건그린프로덕트 GR(Good Recycled)마크 획득
1998
이건에너지 KS마크 획득
1997
노동부 노사협력 우량기업 선정
1996
마루공장 준공 및 제품생산
1995
노사협조 대통령 표창
1995
솔로몬 현지법인 Eagon Pacific Plantation Co., Ltd. 설립
1995
조림사업용 솔로몬군도 정부림 매입(2만6천 ha)
1993
김포공장 준공. 파렛트 생산 개시
1993
칠레 현지법인 Forestal Lautaro S.A. 설립
1990
제1회 이건음악회 개최 (프라하 아카데미아 목관 5중주단)
1989
CI 변경
1987
Solomon 군도 산림개발권 획득(36만ha)
1983
솔로몬 현지법인 Eagon Resources Development Co., Ltd. 설립
1981
수출유공 상공부장관 표창
1980
미국 현지법인 Eagon USA Corp. 설립
1979
수출유공 대통령 표창
1976
수출유공 표창
1972
이건산업㈜ 설립